# Tatsuyuki Nagai

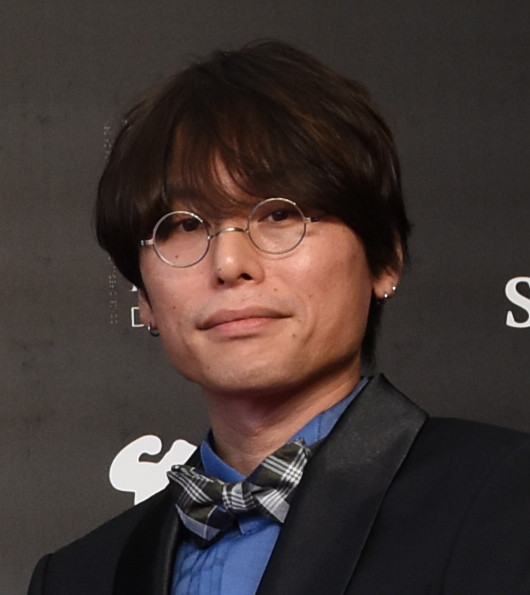
Tatsuyuki Nagai en el Festival de Cine de Sitges de 2019

Tatsuyuki Nagai (長井 龍雪 Nagai Tatsuyuki?,  nacido el 24 de enero, 1976 en la Prefectura de Niigata) es un famoso director de anime y miembro del estudio de anime Sunrise. Su debut como director oficial ocurrió el año 2006 con Honey and Clover II, después de la cual ha dirigido en el 2007 Idolmaster: Xenoglossia , Toradora! y Ano Hi Mita Hana no Namae o Bokutachi wa Mada Shiranai. Actualmente trabaja dirigiendo Mobile Suit Gundam: Iron-Blooded Orphans.

## Trabajos

### Anime en TV
- 2002 - G-on Riders (storyboards y director de unidad)
- 2002 - Mahoromatic: Motto Utsukushii Mono (director de unidad)
- 2002 - Witch Hunter Robin (director de unidad)
- 2003 - L/R -Licensed by Royal- (director de unidad)
- 2003 - Jubei ninpucho: Ryuhogyoku-hen (director de unidad)
- 2003 - Ikki Tousen (Storyboards)
- 2003 - Maburaho (director asistente)
- 2004 - Mai-HiME (director de unidad y storyboards)
- 2005 - Mahoraba ~Heartful Days~ (storyboards)
- 2005 - Honey and Clover (director de unidad)
- 2005 - Mai-Otome (director de unidad y storyboards)
- 2005 - Mushishi (director de unidad) y storyboards)
- 2006 - Yomigaeru Sora - Rescue Wings (storyboards)
- 2006 - Honey and Clover II (director)
- 2007 - Idolmaster: Xenoglossia (director)
- 2007 - Mobile Suit Gundam 00 (storyboards del Ending, dirección de episodio)
- 2007 - Potemayo (dirección de episodio)
- 2008 - Kimikiss pure rouge (storyboards del 2.º Opening, dirección de episodio)
- 2008 - Shigofumi (dirección de episodio)
- 2008 - Toradora! (director)
- 2009 - To Aru Kagaku no Railgun (director)
- 2011 - Ano Hi Mita Hana no Namae o Bokutachi wa Mada Shiranai (director)
- 2012 - Ano Natsu de Matteru (director)
- 2013 - Toaru Kagaku no Railgun S (director)
- 2015 - Mobile Suit Gundam: Iron-Blooded Orphans (director)

### OVA
- 2002 - Cosplay Complex (director de unidad)